# Rob Page
Robert John Page (Llwynypia, 3 de setembro de 1974) é um ex-futebolista e treinador de futebol galês que atuava como zagueiro. Desde 2019, é auxiliar-técnico da seleção nacional, comandando a equipe de forma interina desde 2020.

## Carreira de jogador
Page jogou 8 temporadas no Watford, inicialmente defendendo as categorias de base dos Hornets entre 1985 e 1993, quando se profissionalizou. Tornou-se um dos principais jogadores do elenco a partir de 1996–97, quando atuou em 36 jogos na Football League Second Division, a antiga terceira divisão inglesa. Após 254 jogos e 3 gols com a camisa do Watford, o zagueiro foi preterido pelo treinador italiano Gianluca Vialli, que o colocou na lista de transferências.
Em agosto de 2001, foi emprestado ao Sheffield United, que pagou 350 mil libras para contratá-lo em definitivo. Nos Blades, Page disputou 128 partidas oficiais, com um gol marcado. Defendeu ainda Cardiff City, Coventry City., Huddersfield Town e Chesterfield, seu último clube como profissional.

## Seleção Galesa
Tendo jogado nas seleções Sub-18 e Sub-21 do País de Gales, Page disputou 41 jogos pela seleção principal entre 1996 e 2005 - em um jogo, contra a Hungria, em fevereiro de 2005; para o zagueiro, este foi o melhor momento de sua carreira. Sua última partida pela seleção foi contra o Chipre, em novembro do mesmo ano, mas a aposentadoria oficial só ocorreu em setembro de 2006, quando Page alegou que pretendia ficar mais tempo com sua família. Ele havia sido lembrado por John Toshack para as eliminatórias da Eurocopa de 2008.

## Carreira de treinador
Seu primeiro trabalho como treinador foi no Port Vale, em 2014; anteriormente, exerceu os cargos de coordenador de formação e auxiliar-técnico do time, onde permaneceu até 2016. Passou ainda pelo Northampton Town durante uma temporada antes de ser integrado à comissão técnica de Gales em março de 2017, onde trabalhou como técnico da equipe Sub-21, além de comandar paralelamente os times Sub-17 e Sub-18.
Em agosto de 2019, foi nomeado auxiliar-técnico de Ryan Giggs, porém este último foi denunciado por agressão à namorada em novembro de 2020 e Page assumiu o comando técnico de forma interina, estreando na função num empate sem gols com os Estados Unidos.[carece de fontes?]
Com a acusação de agressão mantida contra Giggs, Page foi anunciado como técnico interino do País de Gales na Eurocopa de 2020 em abril de 2021.

## Títulos
Watford
- Football League Second Division: 1997–98[carece de fontes?]

### Individuais
Watford
- Jogador do ano do Watford: 1999–00[carece de fontes?]